# 枚方事件
枚方事件（ひらかたじけん）とは、1952年6月24日から6月25日にかけて、大阪府枚方市で在日朝鮮人・日本共産党員ら北朝鮮側を支持する約100人が起こした公安事件。
旧陸軍工廠枚方製造所に侵入、水圧ポンプを時限爆弾で爆破させた。その日の午後に「朝鮮戦争勃発二周年記念前夜祭」を開催し、前夜祭終了後に小松製作所の関係者と誤認した無関係な人物を襲撃、竹槍や棍棒を持って火炎瓶を投げ込み、家屋や車庫・自動車を焼いて逃走した。最終的には98人が検挙された。

## 概要
1952年6月24日未明、実行犯が陸軍工廠枚方製造所に侵入、第四搾出工場にあった水圧ポンプに時限爆弾を取り付けて爆破させた。この日の午後8時頃より、ひらかたパーク裏の鷹塚山（通称「一本松の丘」）で「朝鮮戦争勃発二周年記念前夜祭」を開催し、在日朝鮮人や日本共産党員ら北朝鮮を支持する約100人が集まった。前夜祭終了後、小松製作所の関係者と目された人物の自宅を襲撃することにし、竹槍や棍棒を作るために付近の山に入り竹や木を伐採した。
この際には、山村工作隊メンバーも指示を受けて参加している。
翌6月25日午前2時頃に被害者の自宅に到着、玄関に火炎瓶を投げ込み家屋の一部を焼いた。そして車庫にも火炎瓶を投げ入れて車庫や乗用車の一部を焼いた後、逃走した。
自宅を襲撃された人物は、大阪市都島区に本社を置く運送会社の社長で、枚方工廠払い下げの受け皿となるべき会社を設立しようとしていた小松製作所とは全く無関係の人物であり、設立準備中の会社は払い下げの対象外であったため断念せざるをえなかった。ところが、この人物の姓が「小松」であったため、払い下げが内定した小松製作所の関係者と誤解され、事件の標的にされてしまった。
なお小松製作所は、吉田茂の実兄である竹内明太郎が創業したもので、社名の「小松」は創業の地である石川県小松市に由来する。
枚方市警察は被害者の通報を聞いて、直ちに警察官12人を現場に急行させた。警察は周辺の山林を捜索し12人を検挙、最終的には98人を検挙した。
大阪地方検察庁は、事件の関係者65人を放火未遂、公務執行妨害罪、爆発物取締罰則違反で起訴した。裁判の結果、6人については無罪としたが、それ以外については全員有罪となり確定した。